# Parti radical (Espagne)
Ne doit pas être confondu avec Parti républicain radical.
Pour les articles homonymes, voir Parti radical.
Le Parti radical, ou plus formellement le Parti démocrate-radical, (en espagnol Partido Radical et Parti Demócrata-Radical) est un parti politique espagnol fondé en 1871, issu de l'aile gauche du Parti progressiste et mené par Manuel Ruiz Zorrilla.
Après la Restauration en 1875, il s’oppose à la Monarchie et continue de défendre la République.